# Marathon van Fukuoka 2014
De marathon van Fukuoka 2014 werd gelopen op zondag 7 december 2014. Het was de 68e editie van deze marathon, waaraan alleen mannen kunnen deelnemen. 
De marathon werd gewonnen door de Keniaan Patrick Makau. Hij finishte in 2:08.22 en bleef hiermee de Ethiopiër Raji Assefa voor, die tweede werd in 2:08.48.

## Wedstrijd
Mannen
| rang   | naam              | land | tijd    |
| ------ | ----------------- | ---- | ------- |
| Goud   | Patrick Makau     | KEN  | 2:08.22 |
| Zilver | Raji Assefa       | ETH  | 2:08.48 |
| Brons  | Ser-Od Bat-Ochir  | MGL  | 2:08.50 |
| 4      | Masakazu Fujiwara | JPN  | 2:09.06 |
| 5      | Tomoya Adachi     | JPN  | 2:09.59 |
| 6      | Henryk Szost      | POL  | 2:10.02 |
| 7      | Chiharu Takada    | JPN  | 2:10.03 |
| 8      | Yared Asmerom     | ERI  | 2:10.09 |
| 9      | Tsuyoshi Ugachi   | JPN  | 2:10.50 |
| 10     | Mekubo Mogusu     | KEN  | 2:11.29 |

1947 ·
1948 ·
1949 ·
1950 ·
1951 ·
1952 ·
1953 ·
1954 ·
1955 ·
1956 ·
1957 ·
1958 ·
1959 ·
1960 ·
1961 ·
1962 ·
1963 ·
1964 ·
1965 ·
1966 ·
1967 ·
1968 ·
1969 ·
1970 ·
1971 ·
1972 ·
1973 ·
1974 ·
1975 ·
1976 ·
1977 ·
1978 ·
1979 ·
1980 ·
1981 ·
1982 ·
1983 ·
1984 ·
1985 ·
1986 ·
1987 ·
1988 ·
1989 ·
1990 ·
1991 ·
1992 ·
1993 ·
1994 ·
1995 ·
1996 ·
1997 ·
1998 ·
1999 ·
2000 ·
2001 ·
2002 ·
2003 ·
2004 ·
2005 ·
2006 ·
2007 ·
2008 ·
2009 ·
2010 ·
2011 ·
2012 ·
2013 ·
2014 ·
2015 ·
2016 ·
2017